# Ponte Suspensa Bodie Creek

Ponte Suspensa Bodie Creek durante a construção em 1925.

A Ponte Suspensa Bodie Creek nas Ilhas Falklands é supostamente a ponte pênsil mais ao sul do mundo. Ela foi construída em 1925, de um kit fabricado na Inglaterra por David Rowell & Co. para diminuir o tempo de viagem que as ovelhas do sul da Lafonia faziam para os galpões de corte em Goose Green.
Ela conectava Lafonia com o resto da Malvina Oriental, mas foi fechada em 1997.